# Gottfried Ludwig Theobald

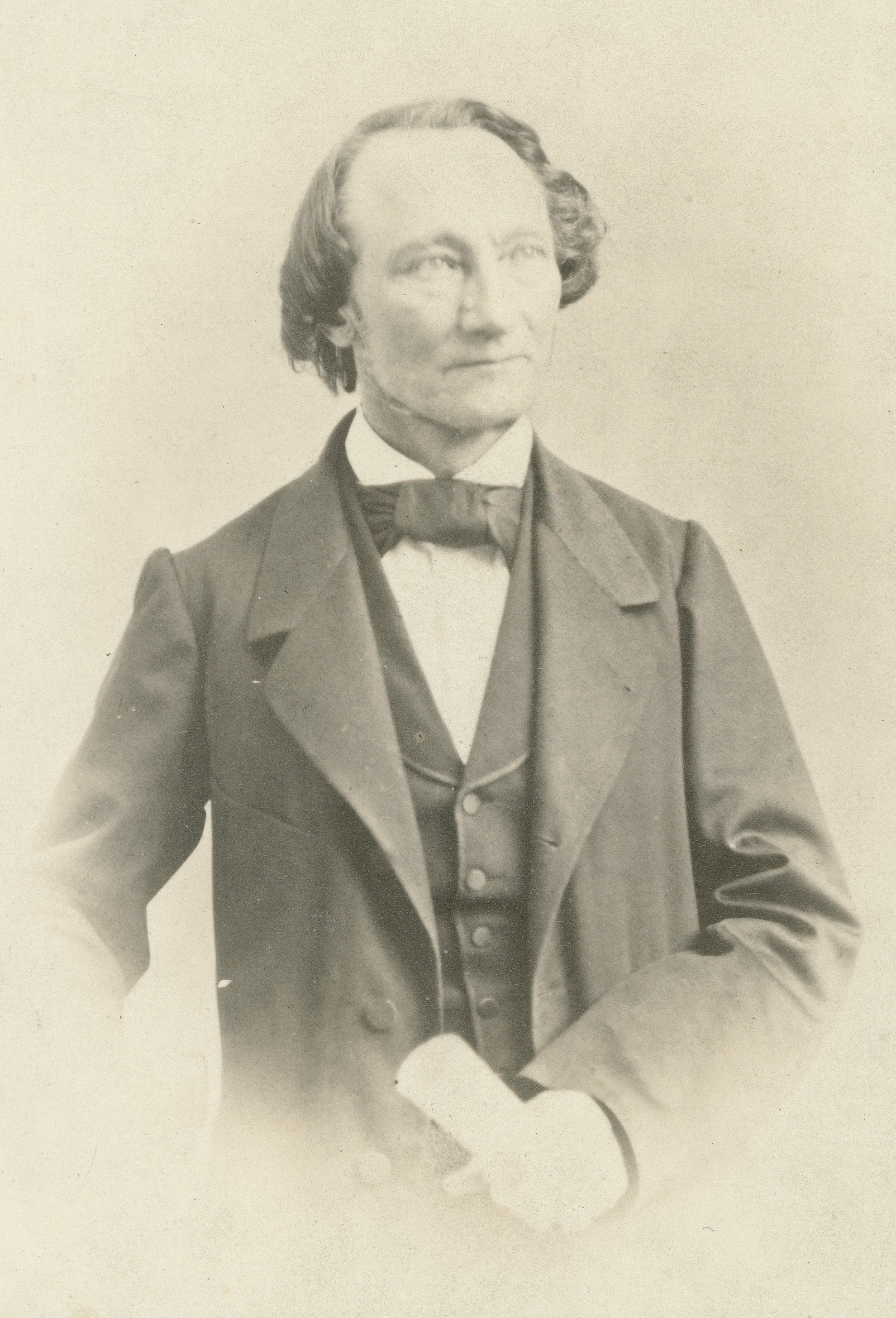
Gottfried Ludwig Theobald

Gottfried Ludwig Theobald (* 21. Dezember 1810 in Allendorf; † 15. September 1869 in Chur) war ein hessischer, deutscher Lehrer, Naturforscher und Kartograph.
Gottfried Ludwig Theobald war der Sohn des Prädikanten Adam Theobald und seiner Frau Friederike Theobald geb. Mannel. Nach dem Gymnasium in Hanau besuchte Theobald 1827 zuerst die Universität Marburg und zwei Jahre später jene in Halle und studierte Theologie. Während seines Studiums wurde er 1827 Mitglied der Alten Marburger Burschenschaft und 1831 der Burschenschaft Arminia Halle. Nach bestandenem Examen übernahm er 1832 in Hanau die Stelle eines Hilfspredigers und studierte nebenher Naturwissenschaften. Da ihn die Theologie zu wenig erfüllte, widmete er sich fortan naturwissenschaftlichen Studien.
1839 übernahm Theobald eine Stelle als Privatlehrer in Montpellier. 1843 wurde er Lehrer am Gymnasiallehrer in seiner Heimatstadt Hanau, wo er seine naturwissenschaftlichen Forschungen fortsetzte. Die Ergebnisse veröffentlichte er in den Schriften «Geologische Karte der Section Hanau und Flora der Wetterau».
1848 wurde Theobald liberaler Abgeordneter im kurhessischen Landtag. 1852 verliess er Hanau und flüchtete vor der konservativen Reaktion nach Genf. Dort nahm er eine Stelle als Lehrer an einem Privatinstitut an, bis er 1854 als Lehrer der Naturwissenschaft an die Kantonsschule in Chur berufen wurde.
An der Kantonsschule war Theobald neben seiner Lehrtätigkeit als Naturforscher tätig. Er erforschte die geologischen Verhältnisse der Hochgebirge Graubündens und kartografierte sie. Seine Forschungsergebnisse veröffentlichte er in mehr als hundert Schriften, die meisten mit ausführlichen geologischen Beschreibungen und  Karten und Profilen, die in verschiedenen Zeitschriften, namentlich in den Jahresberichten des Schweizer Alpen-Club 1866–1870 und in den Verhandlungen der Schweizerischen Naturforschende Gesellschaft erschienen.
Dazu kamen mehrere geologische Schilderungen von Schweizer Heilquellen, wie jene von Tarasp, St. Moritz, Alvaneu, Rothenbrunnen und Passugg. Dazu kamen Schriften allgemeinen Inhalts, wie Ueber naturwissenschaftlichen Unterricht, Einige Gedanken über Styl und Weise der Naturbeschreibung, Leitfaden der Naturgeschichte.
Theobalds naturhistorische Sammlung bildete den Grundstock des Rätischen Museums in Chur. Die von Theobald 1855 entdeckte Moosart Didymodon theobaldii wurde nach ihm benannt.
Gottfried Ludwig Theobald war verheiratet mit Elisabeth Kohler (* 15. Februar 1838 in Sumiswald; † 21. August 1891 in Chur). Er wurde 1864 in S-chanf eingebürgert.